# 索恩河畔蒙梅勒
索恩河畔蒙梅勒（法語：Montmerle-sur-Saône，法語發音：[mɔ̃mɛʁl syʁ son]）是法国东部安省的一个市镇，属于布雷斯地区布尔格区。

## 地理
索恩河畔蒙梅勒（46°4'53"N, 4°45'31"E）面积4.16 平方千米，位于法国奥弗涅-罗讷-阿尔卑斯大区安省，该省份为法国东部省份，北起汝拉省，西北接索恩-卢瓦尔省，西接罗讷省和里昂大都会，南至伊泽尔省，东与萨瓦省、上萨瓦省和瑞士接壤。
与索恩河畔蒙梅勒接壤的市镇（或旧市镇、城区）包括：弗朗什兰、盖兰、吕尔西、蒙索、圣乔治德勒南、博若莱地区贝尔维尔。
索恩河畔蒙梅勒的时区为UTC+01:00、UTC+02:00（夏令时）。

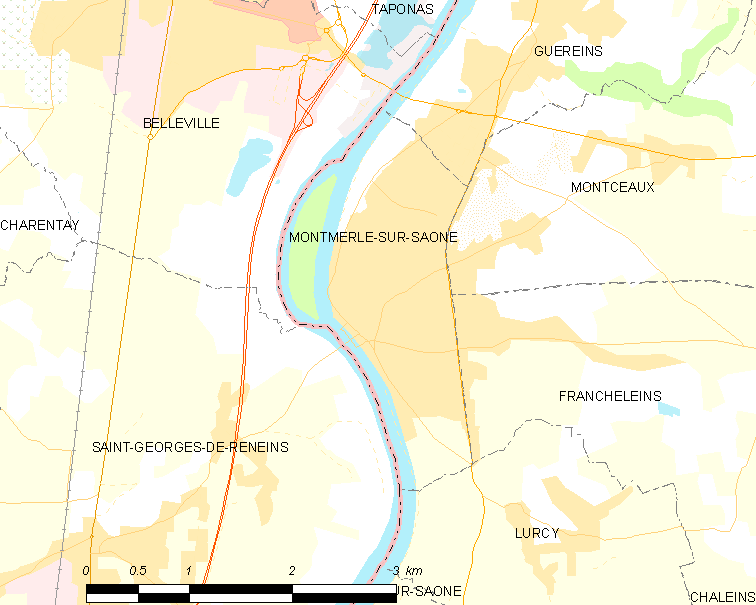
索恩河畔蒙梅勒的OSM定位图

## 行政
索恩河畔蒙梅勒的邮政编码为01090，INSEE市镇编码为01263。

## 政治
索恩河畔蒙梅勒所属的省级选区为沙拉罗讷河畔沙蒂永县。

## 人口

1962-2008年间索恩河畔蒙梅勒人口变化图示

索恩河畔蒙梅勒于2022年1月1日时的人口数量为3798人。